# Хазарский язык
Хаза́рский язы́к — вымерший язык хазар. Принадлежит к тюркским языкам, предположительно, к их булгарской группе.  
Тексты не обнаружены. Известно три произведения хазарского происхождения, написанных на древнееврейском языке, которым пользовалась правящая элита, исповедовавшая иудаизм (см. Еврейско-хазарская переписка, Киевское письмо). Сами хазары пользовались разновидностью рунической письменности, которая известна по отдельным эпиграфическим надписям, но пока не дешифрована.
Из иноязычных письменных источников (прежде всего арабских и византийских) известно около 60 хазарских личных имён и несколько географических названий. Среди них выделяются отдельные существительные. Например, bulan — «олень», kel — «башня», čiček — «цветок», прилагательные: alp — «доблестный», обозначения цветов: sār — «белый», sārïg — «жёлтый»,  и другие. Большинство имён и титулов — тюркские.
Вывод о принадлежности хазарского к булгарской группе, которая, в свою очередь, является наиболее архаичной среди западных тюркских языков, базируется на анализе слова «Саркел», которое считается эталонным (то есть достоверно не заимствованным) и имеет характерные признаки данной ветви (ротацизм). А также — на свидетельстве арабских авторов ал-Истахри и Ибн-Хаукаля, которые отмечали схожесть языков булгар и хазар с одной стороны, и непохожесть хазарского языка на наречия остальных тюрков — с другой.
Из современных языков ближе всего к хазарскому стоит чувашский язык. Следы влияния хазарского, имеются в ряде тюркских языков (караимском, кумыкском, в северных и северо-восточных диалектах азербайджанского).